# Pachyanthrax albosegmentatus
Pachyanthrax albosegmentatus är en tvåvingeart som först beskrevs av Engel 1936.  Pachyanthrax albosegmentatus ingår i släktet Pachyanthrax och familjen svävflugor. Inga underarter finns listade i Catalogue of Life.